# Du är helig och helighet
Du är helig och helighet är en psalm med text skriven 1991 av Tomas Boström och musik skriven samma år av Johan Lyander.

## Publicerad som
- Psalmer och Sånger 1987 som nummer 786 under rubriken "Lovsång och tillbedjan".[1]